# Karin Müller (Autorin)
Karin Müller (* 8. September 1967 in Kitzingen) ist eine deutsche Schriftstellerin. Sie schreibt auch unter den Pseudonymen Robin Lyall und Karin M. Anders. Bekannt wurde sie vor allem durch ihre Kinder- und Jugendbücher sowie Ratgeber über Tierkommunikation.

## Leben
Nach dem Abitur am Armin-Knab-Gymnasium in Kitzingen im nordbayerischen Regierungsbezirk Unterfranken studierte Müller Angewandte Kulturwissenschaften an der Leuphana Universität in Lüneburg. 1991 schloss sie den Studiengang mit dem Titel Magister Artium ab. Sie arbeitete zuerst im Lokaljournalismus bei verschiedenen Tageszeitungen und absolvierte schließlich ein Volontariat beim niedersächsischen Privatsender Radio ffn (Funk und Fernsehen Nordwestdeutschland), welcher damals in Isernhagen ansässig war. Dort war Müller bis Ende 1995 als Kulturredakteurin tätig, später bei der Verlagsgruppe Madsack (Neue Presse). Ihr erstes Kinderbuch erschien 1998 unter dem Titel „Der Änderling“ (Verlag CH.Mellinger), nahezu zeitgleich mit dem regionalen Pferdejugendkrimi „In letzter Sekunde“ (Kosmos Verlag).
Im Jahr 2000 nahm sie an einem Förderprogramm der WAK (Wirtschaftsakademie in Kiel) teil. Dort studierte sie Schwedisch, gefolgt von einem längeren Auslandsaufenthalt, und machte das Schreiben zu ihrem Hauptberuf. Neben Kinder- und Jugendbüchern schreibt sie seither auch immer wieder Sachbücher und Ratgeber, vorwiegend für Tierhalter.
Karin Müller ist seit 2007 auch staatlich geprüfte Heilpraktikerin für Psychotherapie. Sie gilt als erste deutschsprachige Autorin, die über das Thema Tierkommunikation und verwandte Themen, etwa das Phänomen wie Haustiere ihre Besitzer spiegeln, veröffentlicht hat.
Sie lebt mit ihrer Familie und vielen Haustieren in der Nähe von Hannover.

## Autorin
Seit Erscheinen ihrer ersten Kinder- und Jugendbücher 1998 hat Karin Müller inzwischen über 80 Romane in den Altersgruppen Erstleser bis Junge Erwachsene veröffentlicht und ist in mehrere Sprachen übersetzt worden.
Einem breiten Publikum bekannt wurde sie vor allem durch die Mitratekrimis für Kinder Die Pferdebande und…, von denen in den 2000er Jahren 20 Bände publiziert wurden, und die Nordlcht-Trilogie (2018/2019).
Für ihren Jugendroman Unter der Sonne nur wir, erschienen 2017 unter dem Pseudonym Robin Lyall, wurde sie auf die Shortlist des DELIA Jugendliteraturpreises gewählt.

## Bibliografie

### Kinderbücher
Erstlesebücher
- Zwei Ponys halten alle auf Trab. Duden-Leseprofi, Frankfurt 2017, ISBN 978-3-7373-3300-9.
- als Karin M. Anders: Prinzessin Piepenbrink. Arena, Würzburg 2016, ISBN 978-3-401-70666-5.
- Merle und das freche Pony. Egmont, München, 2003

Altersstufe ab 8
- Gespensterponychaos: (1): Spuk im Stall und überall. Schneiderbuch, 2018, ISBN 978-3-505-14194-2.
- Villa Hufschuh (4): Ein Wuschelhund sucht Freunde. Arena, Würzburg 2018, ISBN 978-3-401-60390-2.
- Villa Hufschuh (3): Die Kaninchen sind los. Arena, Würzburg 2017, ISBN 978-3-401-60351-3.
- Villa Hufschuh (2): Rettung für das Minischwein. Arena, Würzburg 2017, ISBN 978-3-401-60297-4.
- Villa Hufschuh (1): Ein Pony sorgt für Trubel. Arena, Würzburg 2017, ISBN 978-3-401-60296-7.
- Der Tag als das Ufo-Pony in unseren Garten krachte. Kosmos, Stuttgart 2013, ISBN 978-3-440-13239-5.
- Zauberflügel (4): Die Insel der Träume. Kosmos, Stuttgart, 2013, ISBN 978-3-440-13064-3.
- Zauberflügel (3): Das rätselhafte Pergament. Kosmos, Stuttgart 2013, ISBN 978-3-440-13061-2.
- Zauberflügel (2): Das geheimnisvolle Amulett. Kosmos, Stuttgart 2012, ISBN 978-3-440-13060-5.
- Zauberflügel (1): Ein Zauberpferd für Anna. Kosmos, Stuttgart 2012, ISBN 978-3-440-13063-6.
- Sternchen Seidenglanz – Eine wilde Jagd. Coppenrath, Münster 2009, ISBN 978-3-8157-9470-8.
- Sternchen Seidenglanz – Eine magische Überraschung, Coppenrath, Münster, 2008, ISBN 978-3-8157-8425-9.
- Die Pferdebande und … Interaktive Reiterkrimis, gesamt 20 Bände, Egmont, München 2002 bis 2010.
- Die Ponys vom Käuzchenhof. 8 Bände, Egmont, München 2000 bis 2003.
- Jule und die Geisteroma. 6 Bände, Egmont, München 2001 bis 2003.
- Der Änderling. Ch. Mellinger, Stuttgart 1998.

Altersstufe ab 10
- Das Delfinmädchen. Coppenrath, Münster 2010, ISBN 978-3-8157-9867-6.
- Die Reitakademie – Zickenstress und Fohlenträume. Egmont, München 2009.
- Die Reitakademie – Aufregung im Internat. Egmont, München 2009.
- Die Reitakademie – Paulines Entscheidung. Egmont, München 2009.
- Die Lollipops Band 4: Bonjour Paris. Egmont, München 2007.
- Die Lollipops Band 3: Annika auf Wolke 7. Egmont, München 2006.
- Die Lollipops Band 2: Der Vertrag. Egmont, München 2006.
- Die Lollipops Band 1: Der Wettbewerb. Egmont, München 2006.
- Ein Wunder für Lea. Egmont, München 2004.
- Allys Clique: Falsche Liebe- echte Diebe. Egmont, München 2003.
- Allys Clique: Kleine Schwester – große Krise. Egmont, München 2003.
- Heißer Verdacht. Kosmos, Stuttgart 2000.
- Gefährliches Spiel. Kosmos, Stuttgart 2000.
- Auf eigene Faust. Kosmos, Stuttgart 1999.
- Riskanter Einsatz. Kosmos, Stuttgart 1999.
- In letzter Sekunde. Kosmos, Stuttgart 1998.

Sachbücher für Kinder
5 Bände Reiterwissen in der Tasche. Kosmos, Stuttgart, 2000:
- Pferde verstehen.
- Geländereiten.
- Reiterspiele und Turniere.
- Westernreiten.
- Reiten lernen.

Jugendbücher
- Nordlicht (3) – Die Magie der wilden Pferde. Egmont, Berlin 2019 ISBN 978-3-505-14231-4
- Nordlicht (2) – Im Bann der wilden Pferde. Egmont, Berlin 2018, ISBN 978-3-505-14176-8.
- Nordlicht (1) – Im Land der wilden Pferde. Egmont, Berlin 2018, ISBN 978-3-505-14126-3.

Young Adult (ab 16)
Als Robin Lyall:
- Unter der Sonne nur wir. Arena, Würzburg 2017.
- Betört. Arena, Würzburg 2015.
- Begehrt. Arena, Würzburg 2014.
- Berührt. Arena, Würzburg 2014.

Beiträge in Anthologien
- Der Wichtelbrei, in Maria, mir schmeckt's nicht. Pattloch, München 2017.
- Der Weihnachtsbrei und Die kleine Schneeflocke Sternenklar, in: Wenn die Engel Plätzchen backen. Droemer Knaur, München 2005.
- Viktors Geheimnis, in: Meine schönsten Ballettgeschichten. Pattloch, München 2004.
- Björks Islandpferd und Cowboy Jim und sein Mustang Joe, in: Meine schönsten Pferdegeschichten. Pattloch, München 2003.
- Ausflug zur Gespensterstunde. In: Meine schaurigsten Gruselgeschichten. Pattloch, München 2003.

Übersetzungen
- K. M. Peyton: Saras Traumpony  The Paradise Pony. Egmont Schneiderbuch, München 2001.
- Ginny Elliott High Hurdle – Um jeden Preis. Kosmos, Stuttgart 1998.

### Sachbücher für Erwachsene
- HippoSophia  Warum Mensch und Pferd sich gut tun. Kosmos, Stuttgart, 2016, ISBN 978-3-440-15162-4.
- Das Geheimnis glücklicher Hunde. Cadmos, Schwarzenbek 2015, ISBN 978-3-8404-2043-6.
- Gespräche mit Katzen. Aktualisierte Neuauflage. Kosmos, Stuttgart 2012.
- Was uns Pferde sagen. Kosmos, Stuttgart 2010
- Wenn Pferde von uns gehen. Kosmos, Stuttgart 2009, Neuauflage 2019.
- Gespräche mit Katzen. Kosmos, Stuttgart 2009.
- Gespräche mit Hunden. Kosmos, Stuttgart 2007, als E-Book 2013.
- Wie Pferde ihre Menschen spiegeln. Kosmos, Stuttgart 2005.
- Gespräche mit Pferden  Erstaunliche Erfahrungen mit dem sechsten Sinn. Kosmos, Stuttgart 2004.
- Der sechste Sinn – Zwiesprache mit Pferden. Kosmos, Stuttgart 2001.